# 하파엘 게헤이루
하파엘 아델리누 조제 게헤이루(포르투갈어: Raphaël Adelino José Guerreiro, 포르투갈어 발음: [ʁɐfɐˈɛl ɡɨˈʁɐjɾu]; 1993년 12월 22일 ~, ComM)는 포르투갈의 축구 선수로 포지션은 레프트백, 미드필더, 윙어이다. 현재 분데스리가의 바이에른 뮌헨과 포르투갈 축구 국가대표팀에서 활동하고 있다.
SM 캉에서 프로 선수 경력을 시작했고 2013년 FC 로리앙으로 이적하며 리그 1에서 활동했다. 2016년 6월 보루시아 도르트문트로 이적했고 도르투문트에서 DFB-포칼 2회, 2019년 DFL-슈퍼컵에서 우승했다. 보루시아 도르트문트와의 계약이 만료된 후 2023년 6월 자유계약으로 FC 바이에른 뮌헨에 합류했다.
프랑스에서 태어났지만 성인 국가대표팀은 포르투갈을 선택했고 포르투갈 U-21 축구 국가대표팀을 거쳐 2014년 포르투갈 성인 대표팀에 데뷔했다. 그는 포르투갈 대표팀 소속으로 UEFA 유로 2016, UEFA 유로 2020, 2018년 FIFA 월드컵, 2022년 FIFA 월드컵, 2018-19 UEFA 네이션스리그에 출전했고 2019년 UEFA 네이션스리그 결선 토너먼트, 유로 2016에서 우승했다.

## 유년기
하파엘 게헤이루는 프랑스 센생드니주의 르블랑메닐에서 청량 음료 공장의 노동자였던 포르투갈인 아버지 아델리누 게헤이루(포르투갈어: Adelino Guerreiro)와 주부였던 프랑스인 어머니 클로딘(프랑스어: Claudine) 사이에서 4번째 아들로 태어났다. 하파엘의 할아버지는 포르투갈의 알가르브 지방에 살았으나 1969년 경제적 형편으로 인해 아내와 아델리누를 포함한 네 아이들과 함께 포르투갈에서 프랑스로 이주했고 그대로 프랑스에 정착했다. 아버지 아델리누는 블랑메닐(프랑스어: Blanc-Mesnil)에서 뛰었던 아마추어 축구 선수였으며 선수 경력을 마감한 후 음료수 공장에서 일했다.
하파엘은 1999년 블랑메닐에 입단하며 축구 선수 경력을 시작했다. 아델리누는 하파엘을 공격수로 성장시키고 싶어했으나 블랑메닐의 코치들은 그가 풀백과 미드필더로 성장하는 것이 더 적합하다고 생각했고 하파엘은 풀백과 미드필더로 성장하게 되었다. 어머니 클로딘은 하파엘이 경기장에서 좋은 모습을 보여줄 때마다 그에게 초리소로 만든 샌드위치를 사주었고 하파엘이 동년배 선수들보다 키가 10cm 정도 작으니 그를 보호할 대책을 마련해 달라고 구단에 부탁하기도 했다.

## 클럽 경력

### SM 캉
블랑메닐, 클레르퐁텐에서 뛴 게헤이루는 2009년 15살에 SM 캉에 입단했고 2012년 캉의 1군으로 승격했다. 그는 2012-13 시즌 리그 2가 끝난 후 리그 2 2012-13 시즌 올해의 팀에 포함되었다.

### 로리앙
게헤이루는 2013년 로리앙과 4년 계약을 하게 되면서 리그 1에 입성했다.

### 보루시아 도르트문트

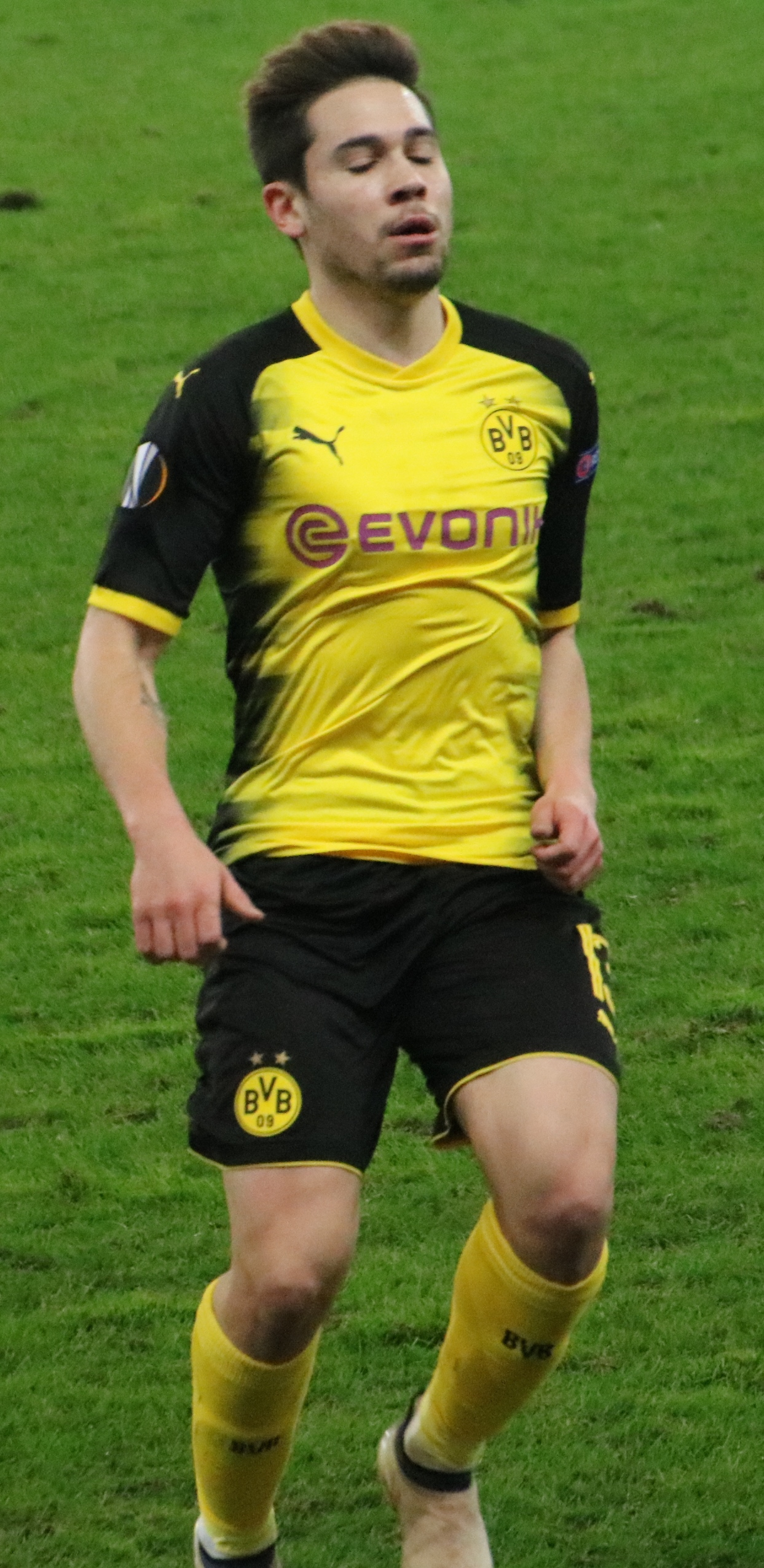
2018년 보루시아 도르트문트 소속 당시의 게헤이루

#### 2022-23 시즌
2023년 3월에 있었던 22-23 분데스리가 24, 25라운드에서 중앙 미드필더로 출전해 2골 3도움을 기록한 게헤이루는 2023년 4월 6일, 분데스리가 3월의 선수에 선정되었다.

### 바이에른 뮌헨
2023년 6월 23일, 바이에른 뮌헨은 게헤이루가 자유계약으로 바이에른 뮌헨에 합류했다고 발표했다. 게헤이루는 바이에른 뮌헨과 2026년 6월 30일에 만료되는 3년 계약을 체결했고, 등번호로 2022-23 시즌 주앙 칸셀루가 사용했던 22번을 받았다.

#### 2023-24 시즌
게헤이루는 7월 22일 토요일 오전에 있었던 훈련에서 오른쪽 종아리 근육이 파열되어 아시아에서 진행되었던 아우디 여름 투어에 참가하지 못하게 되었다. 그는 부상 이후 개인 훈련을 받다가 8월 22일 아침에 부상 이후 처음으로 달리기 훈련을 소화했다.

## 국가대표 경력

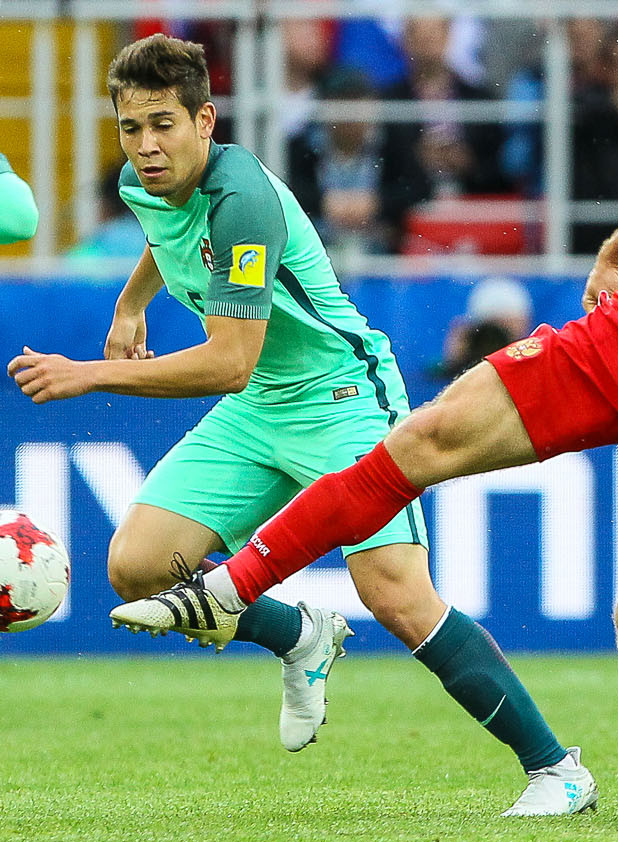
2017년 포르투갈 대표팀에서의 게헤이루

게헤이루는 2013년 3월 18일 후이 조르즈가 이끌던 포르투갈 U-21 축구 국가대표팀에 합류해 2013년 3월 21일 포르투갈이 스웨덴에게 1대 0으로 패배한 U-21 대표팀 친선 경기에서 포르투갈 U-21 대표팀 데뷔전을 가졌다. 조르즈는 대표팀에서 게헤이루가 포르투갈어를 이해하지만 대화에는 능숙하지 못해 사람들과 대화를 잘 하지 않는 아주 내향적인 선수였다고 말했다.

## 개인사
하파엘에게는 셀수 게헤이루(포르투갈어: Celso Guerreiro), 미겔 게헤이루(포르투갈어: Miguel Guerreiro), 마누엘 게헤이루(포르투갈어: Manuel Guerreiro)라는 세 형들이 있다. 어릴 적 파울레타가 우상이었던 그는 프랑스에서 태어났고 프랑스어를 포르투갈어보다 더 능숙하게 구사함에도 불구하고 리그 1에서 뛰는 파울레타를 보면서 프랑스보다 포르투갈 대표팀에서 뛰겠다는 꿈을 가지게 되었다. 그는 2014년 이스프레수(포르투갈어: Expresso)와의 인터뷰에서 자신은 SL 벤피카의 팬이며 레알 마드리드 CF에서 뛰는 것이 꿈이고 좋아하는 선수가 크리스티아누 호날두라고 말했다.

## 통산 기록

### 클럽
2025년 4월 19일 기준
| 구단          | 시즌      | 리그 | 리그 | 컵   | 컵   | 유럽 대회 | 유럽 대회 | 기타 | 기타 | 합계 | 합계 |
| 구단          | 시즌      | 출장 | 득점 | 출장 | 득점 | 출장      | 득점      | 출장 | 득점 | 출장 | 득점 |
| ------------- | --------- | ---- | ---- | ---- | ---- | --------- | --------- | ---- | ---- | ---- | ---- |
| 캉            | 2012–13   | 38   | 1    | 3    | 0    |           |           |      |      | 41   | 1    |
| 로리앙        | 2013–14   | 34   | 0    |      |      |           |           |      |      | 34   | 0    |
| 로리앙        | 2014–15   | 34   | 7    | 2    | 0    |           |           |      |      | 36   | 7    |
| 로리앙        | 2015–16   | 34   | 3    | 7    | 0    |           |           |      |      | 41   | 3    |
| 도르트문트    | 2016-17   | 24   | 6    | 5    | 0    | 6         | 1         |      |      | 35   | 7    |
| 도르트문트    | 2017-18   | 9    | 1    | 2    | 0    | 4         | 1         |      |      | 15   | 2    |
| 도르트문트    | 2018-19   | 23   | 2    | 3    | 0    | 6         | 4         |      |      | 32   | 6    |
| 도르트문트    | 2019-20   | 29   | 8    |      |      | 8         | 0         | 1    | 0    | 38   | 8    |
| 도르트문트    | 2020-21   | 27   | 5    | 5    | 0    | 8         | 1         |      |      | 40   | 6    |
| 도르트문트    | 2021-22   | 23   | 4    | 1    | 0    | 4         | 1         |      |      | 28   | 5    |
| 도르트문트    | 2022-23   | 27   | 4    | 3    | 0    | 6         | 2         |      |      | 36   | 6    |
| 바이에른 뮌헨 | 2023-24   | 20   | 3    | 1    | 0    | 7         | 0         |      |      | 28   | 3    |
| 바이에른 뮌헨 | 2024-25   | 21   | 4    | 2    | 0    | 9         | 1         |      |      | 32   | 5    |
| 경력 합계     | 경력 합계 | 398  | 52   | 34   | 0    | 58        | 11        | 1    | 0    | 491  | 63   |

### 국가대표
2023년 11월 19일
| 포르투갈 | 포르투갈 | 포르투갈 |
| 년도     | 출장     | 득점     |
| -------- | -------- | -------- |
| 2014     | 2        | 1        |
| 2015     | 1        | 0        |
| 2016     | 13       | 1        |
| 2017     | 4        | 0        |
| 2018     | 10       | 0        |
| 2019     | 9        | 0        |
| 2020     | 6        | 0        |
| 2021     | 8        | 1        |
| 2022     | 8        | 1        |
| 2023     | 4        | 0        |
| 합계     | 65       | 4        |

## 수상

#### 보루시아 도르트문트
- DFB 포칼 : 2016-17, 2020-21
- DFL 슈퍼컵 : 2019

#### 포르투갈
- UEFA 유로 : 2016
- UEFA 네이션스리그 : 2018-19

### 개인
- UEFA U21 유로 토너먼트의 팀 : 2015
- UEFA 유로 토너먼트의 팀 : 2016
- UEFA 챔피언스리그 Breakthrough XI : 2016
- 분데스리가 도움왕 : 2022-23
- 분데스리가 이 달의 선수 : 2023년 3월
- 분데스리가 이 달의 득점 : 2025년 3월
- 포르투갈 공화국 공로장